# Margorejo (Kerek)
Margorejo is een bestuurslaag in het regentschap Tuban van de provincie Oost-Java, Indonesië. Margorejo telt 4401 inwoners (volkstelling 2010).